# De Bunker (rechtbank)

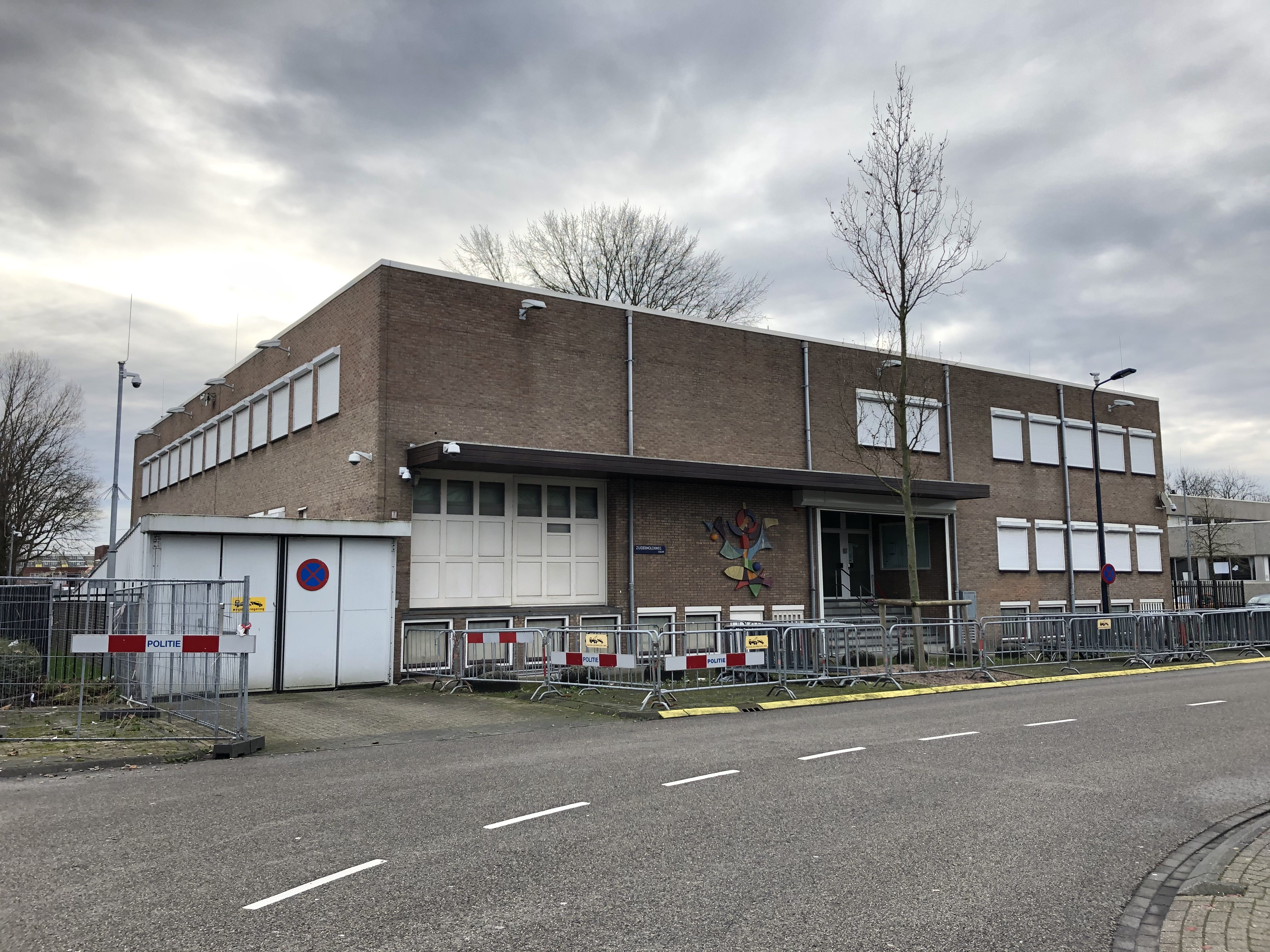
De Bunker in Amsterdam

De Bunker is een zwaar beveiligde rechtbank in Amsterdam Nieuw-West. In dit voormalig kantoorpand worden sinds 1997 vaak zittingen gehouden van belangrijke zaken en verdachten, zoals het proces tegen de Hofstadgroep, Mohammed Bouyeri, Willem Endstra, de Hells Angels, Willem Holleeder en het Marengo-proces en Passage-proces. Het gebouw valt onder de rechtbank Amsterdam.
In 2014 werd het pand verkocht als een belegging. Het pand werd tussen april en augustus 2008 grondig verbouwd.

## Explosie
In de nacht van 1 op 2 april 2007 werd het gebouw beschadigd door explosies. De dag daarop zou eigenlijk het proces tegen Willem Holleeder beginnen, maar dit was verplaatst naar de rechtbank aan de Parnassusweg in Amsterdam-Zuid, nadat er op 2 april een niet-ontplofte antitankgranaat werd gevonden.